# Al Ahli Stadium
Al Ahli Stadium – stadion piłkarski w stolicy Bahrajnu, Manamie. Obiekt może pomieścić 10 000 widzów. Swoje spotkania rozgrywa na nim drużyna Al-Ahli Manama.